# Стафилин широкий
Стафилин широкий (лат. Velleius dilatatus) — вид жесткокрылых насекомых из семейства стафилинид. Распространён по всей территории Палеарктики. Тесно связан с шершнями (обыкновенный шершень). Сокращение численности семей шершней от вырубок старых деревьев влияет и на численность стафилинов. Стафилины широкие не ведут независимый от шершней образ жизни.

## Описание
Длина тела имаго 15—26 мм. Голова и грудь блестящие. Стороны груди широкие, округлые; грудь покрывают золотистые или медные волоски. Диск переднеспинки выпуклый, гладкий, на переднем крае обычно с тремя вдавлениями и серией таких же вдавлений по бокам. Надкрылья короткие, покрывают только два первых брюшных сегмента, матовые, вдавленные, покрытые слабо заметные волосками; плечевые углы надкрылий тускло ржавого цвета. Брюшко покрывают умеренные волоски. Ноги чёрные; тазики передних ног значительно расширенные, снизу бурые. Усики пиловидные, начиная с четвёртого членика; неясно-чёрные; последний членик тускло-коричневый.

## Экология
На всех стадиях зависят от обыкновенных шершней и являются их облигатными комменсалами. Взрослые жуки обычно встречаются под гнёздами обыкновенных шершней, а личинки — в гнёздах, которые строятся в старых деревьях, на заборах или под крышами человеческих построек. Питаются детритом, производимым шершнями, мёртвыми шершнями и личинками шершней, а также личинками двукрылых. В гнёздах встречаются до примерно десяти особей стафилинов широких.

## Замечание по охране
Из-за своей редкости по всей территории Палеарктики данный вид стафилинидов занесён в Красную книгу в ряде стран, например, в Казахстане, Швеции, Латвии, Польше. Также занесён в Красную книгу в некоторых субъектах и областях России, например, в Татарстане, Чувашии, Ульяновской области.
Занесён в Красную книгу Латвии под категорией III — редкий вид, по состоянию на 2001 год.